# Pseudechiniscus juanitae
Pseudechiniscus juanitae är en djurart som tillhör fylumet trögkrypare, och som beskrevs av De Barros 1939. Pseudechiniscus juanitae ingår i släktet Pseudechiniscus och familjen Echiniscidae. Inga underarter finns listade i Catalogue of Life.